# Кавянпур, Хамед
Хамед Кавянпур (перс. حامد کاویانپور‎; родился 1 декабря 1978 года в Бендер-Энзели) — иранский футболист, полузащитник, игрок сборной Ирана.

## Карьера
Хамед начал карьеру в молодежном футбольном клубе «Бониад Шахид» в 1995 году. Позже перешел в «Паям Мешхед».

В 1997 году попал в молодежный клуб «Персеполис», а в 1998 году дебютировал в его основном составе. За 4 года провел 110 матчей, забил 8 мячей.

В 2002-2003 годах играл за «Аль-Васл» из города Дубай.

В 2003 году вернулся в «Персеполис», где играл еще 3 года. За это время провел 41 матч, и забил 1 мяч.

В 2006 году играл в составе турецкого клуба «Кайсериспор», за который провел 4 матча.

В 2007 перешел в ФК «Стил Азин». За 3 года в его составе провел 23 официальных матча, и не забил не одного мяча. В 2010 году завершил профессиональную карьеру.

С 2000 по 2004 выступал за национальную сборную. Всего провел 50 матчей, в которых забил 1 гол. Вместе с командной занял третье место на кубке Азии 2004 года.

## Награды

### Персеполис
Чемпионат Ирана
- Чемпион (3): 1998/1999, 1999/2000, 2001/2002

Кубок Ирана
- Чемпион (1): 1998/1999
- Призер (1): 2005/2006